# جنگل‌داری شهری

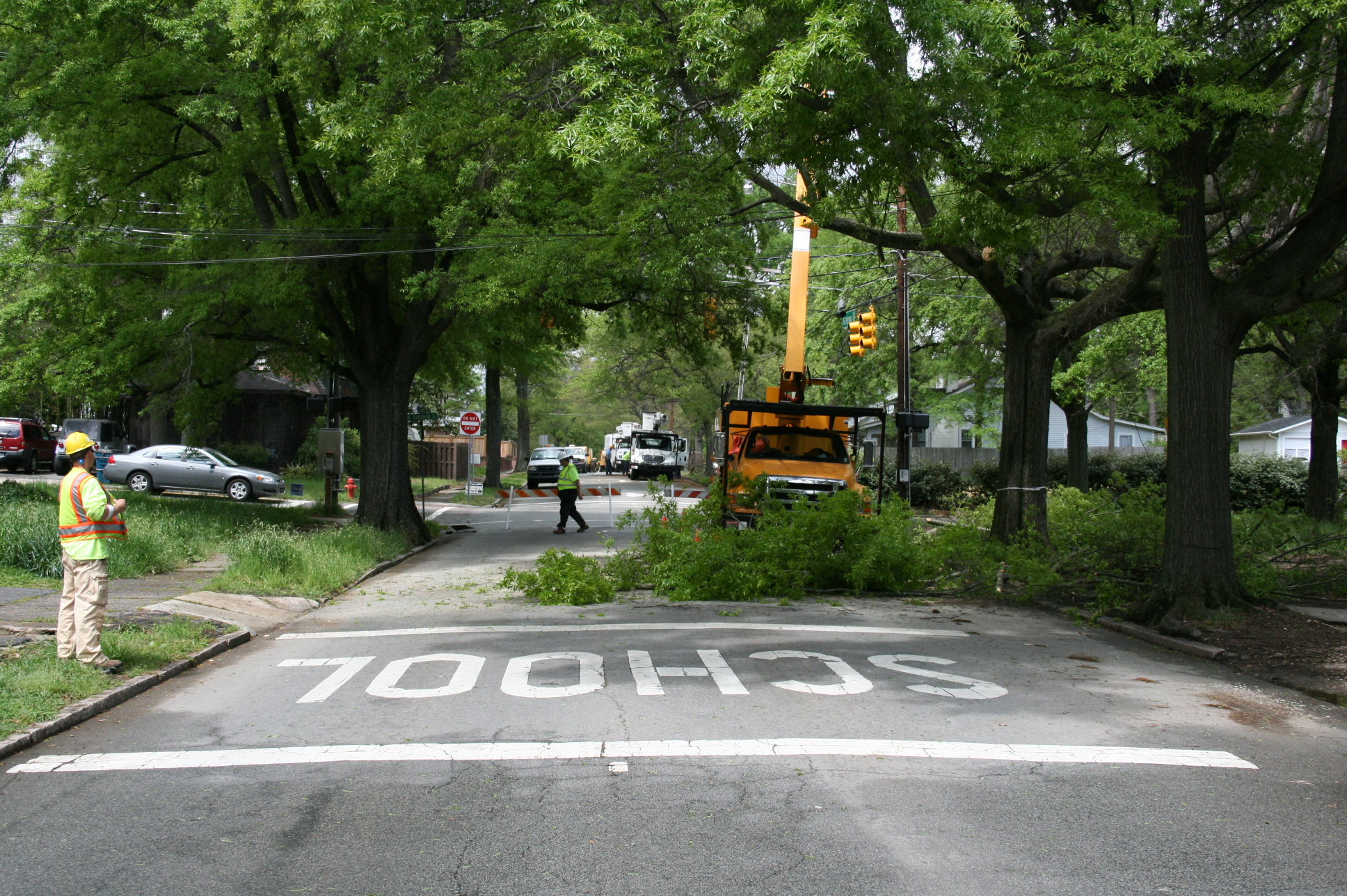
هرس درختان در دورهام، کارولینای شمالی

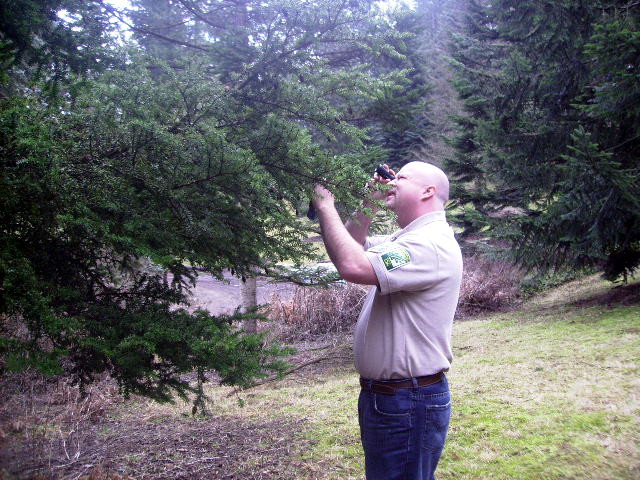
جیمز کیندر، درخت‌کار شهرداری دارای گواهینامه ISA در حال بررسی یک شوکران ژاپنی در درختستان هویت

جنگل‌داری شهری مراقبت و مدیریت تک درختان و جمعیت‌های درختی در محیط‌های شهری به منظور بهبود محیط شهری است. جنگل‌داری شهری شامل برنامه‌ریزی و مدیریت، از جمله برنامه‌ریزی عملیات مراقبت و نگهداری از جنگل شهری است. جنگل‌داری شهری از نقش درختان به عنوان بخش مهمی از زیرساخت‌های شهری حمایت می‌کند. جنگل‌بانان شهری درختان را کاشت و نگهداری می‌کنند، از حفاظت مناسب درختان و جنگل‌ها حمایت می‌کنند، تحقیقات انجام می‌دهند و مزایای بسیاری را که درختان ارائه می‌دهند ترویج می‌کنند. جنگل‌داری شهری توسط درختکاران شهری و تجاری، جنگل‌بانان شهری، سیاست‌گذاران محیط زیست، برنامه‌ریزان شهری، مشاوران، مربیان، پژوهشگران و کنشگران اجتماعی انجام می‌شود.

## مزایا

### اثرات زیست‌محیطی و بهداشتی
موج گرما سالانه فقط در ایالات متحده باعث ۱۳۰۰ مرگ می‌شود که بیشتر از هر رویدادی مرتبط با آب و هوا است. جنگل‌های شهری از طریق تبخیر و تعریق و سایه‌اندازی خیابان‌ها و ساختمان‌ها، اثرات گرمایی شهری را کاهش می‌دهند. این امر خطر گرمازدگی را کاهش می‌دهد، هزینه‌های خنک‌سازی را کم نموده و به رفاه عمومی اضافه میکند.